# Baltiske højderyg
Den Baltiske højderyg er en op til 200 km bred moræne-bakkekæde, der mellem Jylland og Estland indrammer den sydlige del af Østersøen. Det har sit navn fra det Baltiske Hav, en anden betegnelse for Østersøen.

## Geografi
Ryggen er den vestligste del af den Østeuropæiske slette og når med bjerget Wieżyca (no) en højde på 329 m.o.h.. I nord strækker den sig gradvist over mod den Den Finske Bugt. Mod øst støder den op til den Belarusiske højderyg. Mod sydøst går højderyggen gradvis over i det Polesiske lavland. Mod syd skråner terrænet gradvist ned mod det omfattende Vistula lavland. Mod vest støder den op til Nordtyske Slette, og i nordvest skråner terrænet mod vest fra Slesvig-Holstenske bakkeland (de) til Vesterhavet.
Den baltiske højderyg gennemløbes af floderne Oder, Wisła, Nemunas og Düna. Højderyggen omfatter (set i vest-østlig retning) Angeln, Schwansen, Hüttener Berge, Dänische Wohld, den Holstensk Schweiz, Mecklenburgske Schweiz, Pommerske sødistrikt (med Turmberg), masuriske sødistrikt og den nedre litauiske højderyg.

## Økonomi, turisme, landskab
De flade, kuperede morænelandskaber er frugtbare og muliggør rentabelt landbrug. Kæden af søer og randmoræner er populære ferieområder. De golde sandområder er stort set dækket af nåleskov (f.eks. Schorfheide, Tucheler Heide, Rominter Heide).